# Зехнини, Рафик
Рафик Зехнини (норв. Rafik Zekhnini; 12 января 1998, Шиен, Норвегия) — норвежский футболист, полузащитник клуба «Сарпсборг 08».

## Клубная карьера
Зехнини — воспитанник клуба «Одд». 12 июля 2015 года в матче против «Русенборга» он дебютировал в Типпелиге. 26 июля в поединке против «Тромсё» Рафик забил свой первый гол за «Одд» в возрасте 17 лет. 20 августа после отборочного поединка Лиги Европы против дортмундской «Боруссии» Зехнини заслужил похвалу от Маттса Хуммельса, который был очень удивлён, узнав, что нападающему всего 17 лет.
Летом 2017 года Рафик перешёл в итальянскую «Фиорентину», подписав контракт на пять лет. Сумма трансфера составила 1,5 млн евро. 20 августа в матче против «Интера» он дебютировал в итальянской Серии A.
В начале 2018 года для получения игровой практики Зехнини на правах аренды вернулся на родину в «Русенборг». 8 апреля в матче против «Молде» он дебютировал за новую команду. В составе Русенборга Рафик стал обладателем Суперкубка Норвегии. Летом 2018 года Зехнини был отдан в аренду в нидерландский «Твенте». 31 августа в матче против клуба «Рода» он дебютировал в Эрстедивизи. 21 сентября в поединке против «Телстара» Рафик забил свой первый гол за «Твенте».

## Достижения
Командные
«Русенборг»
- Обладатель Суперкубка Норвегии — 2018

«Твенте»
- Победитель Первого дивизиона Нидерландов: 2018/19